# 布倫茨河
48°33′38″N 10°25′13″E / 48.56056°N 10.42028°E

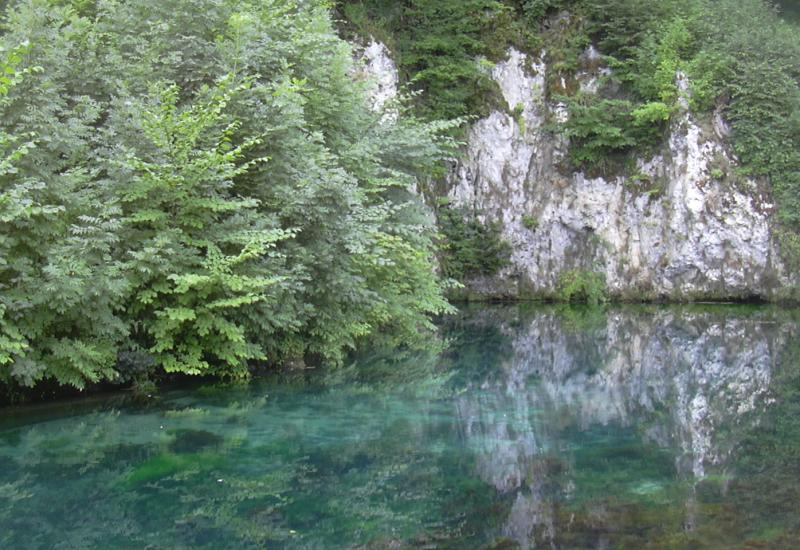

布倫茨河是德國的河流，流經巴登－符騰堡州和巴伐利亞，屬於多瑙河的左支流，河道全長55公里，流域面積880平方公里，發源自斯瓦比亞侏羅山，河畔城鎮有海登海姆、布倫茨河畔金根和黑爾布雷希廷根。